# 560
- Wikisource

| Calendário gregoriano                                                        | 560 DLX                         |
| Ab urbe condita                                                              | 1313                            |
| Calendário arménio                                                           | 8 – 9                           |
| Calendário bahá'í                                                            | -1284 – -1283                   |
| Calendário budista                                                           | 1104                            |
| Calendário chinês                                                            | 3256 – 3257                     |
| Calendário copta                                                             | 276 – 277                       |
| Calendário etíope                                                            | 552 – 553                       |
| Calendários hindus - Vikram Samvat - Calendário nacional indiano - Cáli Iuga | 615 – 616 481 – 482 3660 – 3661 |
| Calendário Holoceno                                                          | 10560                           |
| Calendário islâmico                                                          | 64 BH – 63 BH                   |
| Calendário judaico                                                           | 4320 – 4321                     |
| Calendário persa                                                             | 62 BP – 61 BP                   |
| Calendário rúnico                                                            | 810                             |
| Calendário solar tailandês                                                   | 1103                            |

560 (DLX, na numeração romana) foi um ano bissexto do século VI que começou numa quinta-feira, segundo o calendário juliano.  Segundo o horóscopo chinês, foi o ano do Dragão.
| Ano completo                          |
| ------------------------------------- |
| Ano bissexto com início à terça-feira |

## Eventos
- Batalha de Gol-Zarrium — Travada na Soguediana, perto de Bucara, entre o uma coligação do Império Sassânida com o Primeiro Canato Turco contra o Império Heftalita. Este último sofreu uma pesada derrota que o fez desmororar-se.

## Nascimentos
- Isidoro de Sevilha - teólogo e arcebispo de Sevilha

## Mortes
- Cínrico de Wessex — primeiro rei de Wessex (Saxónia Ocidental).